# Klopka
Klopka é um filme de drama sérvio de 2007 dirigido e escrito por Srdan Golubović. Foi selecionado como representante da Sérvia à edição do Oscar 2008, organizada pela Academia de Artes e Ciências Cinematográficas.

## Elenco
- Nebojša Glogovac ... Mladen Pavlović
- Nataša Ninković ... Marija Pavlović
- Marko Đurović ... Nemanja Pavlović
- Miki Manojlović ... Kosta Antić
- Anica Dobra ... Jelena Ivković
- Bogdan Diklić ... Dr. Lukić